# Oaks, Oklahoma
Oaks är en kommun (town) i Cherokee County, och Delaware County, i Oklahoma. Vid 2010 års folkräkning hade Oaks 288 invånare.